# Christophe Hansen
Christophe Hansen (Wiltz, 21 febbraio 1982) è un politico lussemburghese, Commissario europeo per l'agricoltura e lo sviluppo rurale nella commissione von der Leyen II dal 1° dicembre 2024. Precedentemente, Hansen è stato europarlamentare per il PPE in quota Partito Popolare Cristiano Sociale dal 2018 al 2023 e nel 2024. Dal 2023 al 2024, Hansen è stato membro della Camera dei Deputati del Lussemburgo.